# Aiyawatt Srivaddhanaprabha
Aiyawatt Srivaddhanaprabha (in thailandese อัยยวัฒน์ ศรีวัฒนประภา), nato Aiyawatt Raksriaksorn (Bangkok, 26 luglio 1985) è un imprenditore e dirigente sportivo thailandese dirigente e presidente della King Power, e presidente dei club calcistici Leicester City e OH Lovanio.

## Biografia
Nato a Bangkok, è figlio, insieme ai fratelli Apichet, Voramas e Aroonroong, dell'imprenditore Vichai Srivaddhanaprabha, fondatore della King Power.
Dopo la morte del padre, Aiyawatt divenne presidente delle società da lui controllate: la King Power, attiva nel settore del Duty-Free, e le società calcistiche di Leicester City e OH Lovanio.